# Diretório Central dos Estudantes da Universidade Federal de Goiás
O Diretório Central dos Estudantes da Universidade Federal de Goiás, também oficialmente conhecido como DCE-UFG, é a entidade de representação estudantil do conjunto dos acadêmicos da Universidade Federal de Goiás. Foi fundada em 1979, tardiamente, em virtude do movimento estudantil reprimido com o golpe militar de 1964. Em 2004, o DCE da UFG se desvinculou oficialmente da União Nacional dos Estudantes (UNE), uma das principais entidades nacionais que representam alunos do ensino superior, com o objetivo de seguir como uma organização independente.
Sua sede está situada no Campus Samambaia, em Goiânia, e foi inaugurada em agosto de 2009. Na ocasião, em comemoração a atual sede do DCE, a universidade promoveu um show do cantor e compositor Marcelo Nova.